# 高貴林港
高貴林港（英語：Port Coquitlam）是加拿大卑詩省大溫哥華地區的一个城市，位于温哥华以东27公里，菲沙河与匹特河（Pitt River）交汇处。高貴林港北面與西面與高貴林市接壤（當中西面以高貴林河為界），東面則隔著匹特河與匹特草原對望。高貴林港面积29.17平方公里（11.3平方英里），據2011年加拿大統計局人口普查市内人口為55,958。
高貴林港與鄰近的滿地寶和高貴林合稱為大溫地區的三联市。

## 歷史
高貴林港最初是海岸沙利殊原住民（Coast Salish）的聚居地，當中包括了高貴林族人（Kwikwetlem）。首批歐洲裔移民於1853年到此定居。高貴林港一帶土地充裕，吸引加拿大太平洋鐵路公司於1911年將其貨運業務總部從溫哥華遷到此處，並於此建立車廠和編組場。高貴林港於1913年脫離高貴林，正式設立市級建制。二戰後高貴林港的路面交通得到改善，其地產價格亦比大溫哥華其他城鎮便宜，因此吸引不少居民和工商行業到此定居和創業。市内人口從二戰後的1500人倍增至1952年的3000人，到1960年再上升至8400人。

## 人口數據
據2011年加拿大人口普查，高貴林港的人口為55,958人，較2006年普查結果上升6.2%。

### 種族
| 2006年加拿大人口普查  | 2006年加拿大人口普查 | 人數   | 佔總人口百分比 |
| --------------------- | -------------------- | ------ | -------------- |
| 有色人種少數裔 來源： | 南亞裔               | 2,445  | 4.7%           |
| 有色人種少數裔 來源： | 華人                 | 4,835  | 9.3%           |
| 有色人種少數裔 來源： | 黑人                 | 550    | 1.1%           |
| 有色人種少數裔 來源： | 菲律賓裔             | 1,205  | 2.3%           |
| 有色人種少數裔 來源： | 拉丁美裔             | 440    | 0.8%           |
| 有色人種少數裔 來源： | 阿拉伯裔             | 170    | 0.3%           |
| 有色人種少數裔 來源： | 東南亞裔             | 390    | 0.7%           |
| 有色人種少數裔 來源： | 西亞裔               | 860    | 1.6%           |
| 有色人種少數裔 來源： | 韓裔                 | 1,480  | 2.8%           |
| 有色人種少數裔 來源： | 日本裔               | 440    | 0.8%           |
| 有色人種少數裔 來源： | 其他                 | 20     | 0%             |
| 有色人種少數裔 來源： | 混血有色人種少數裔   | 585    | 1.1%           |
| 有色人種少數裔合計    | 有色人種少數裔合計   | 13,425 | 25.7%          |
| 原住民 來源：         | 第一民族             | 500    | 1%             |
| 原住民 來源：         | 梅蒂人               | 390    | 0.7%           |
| 原住民 來源：         | 因紐特人             | 10     | 0%             |
| 原住民合計            | 原住民合計           | 905    | 1.7%           |
| 白人                  | 白人                 | 37,900 | 72.6%          |
| 總人口                | 總人口               | 52,230 | 100%           |

### 語言
市内居民母語如下：
| 2006年加拿大人口普查            | 人數              | 佔總人口百分比 | 佔非官方語言用者百分比 |
| ------------------------------- | ----------------- | -------------- | ---------------------- |
| 英語                            | 38,575            | 69.0           | N/A                    |
| 漢語-合計 粵語 沒有指定何種漢語 | 3,100 1,770 1,330 | 5.6 3.2 2.4    | 18.7 10.7 8.0          |
| 韓語                            | 1,210             | 2.2            | 7.3                    |
| 他加洛語                        | 1,205             | 2.2            | 7.3                    |
| 波斯語                          | 985               | 1.8            | 5.9                    |
| 法語                            | 590               | 1.1            | N/A                    |

## 交通

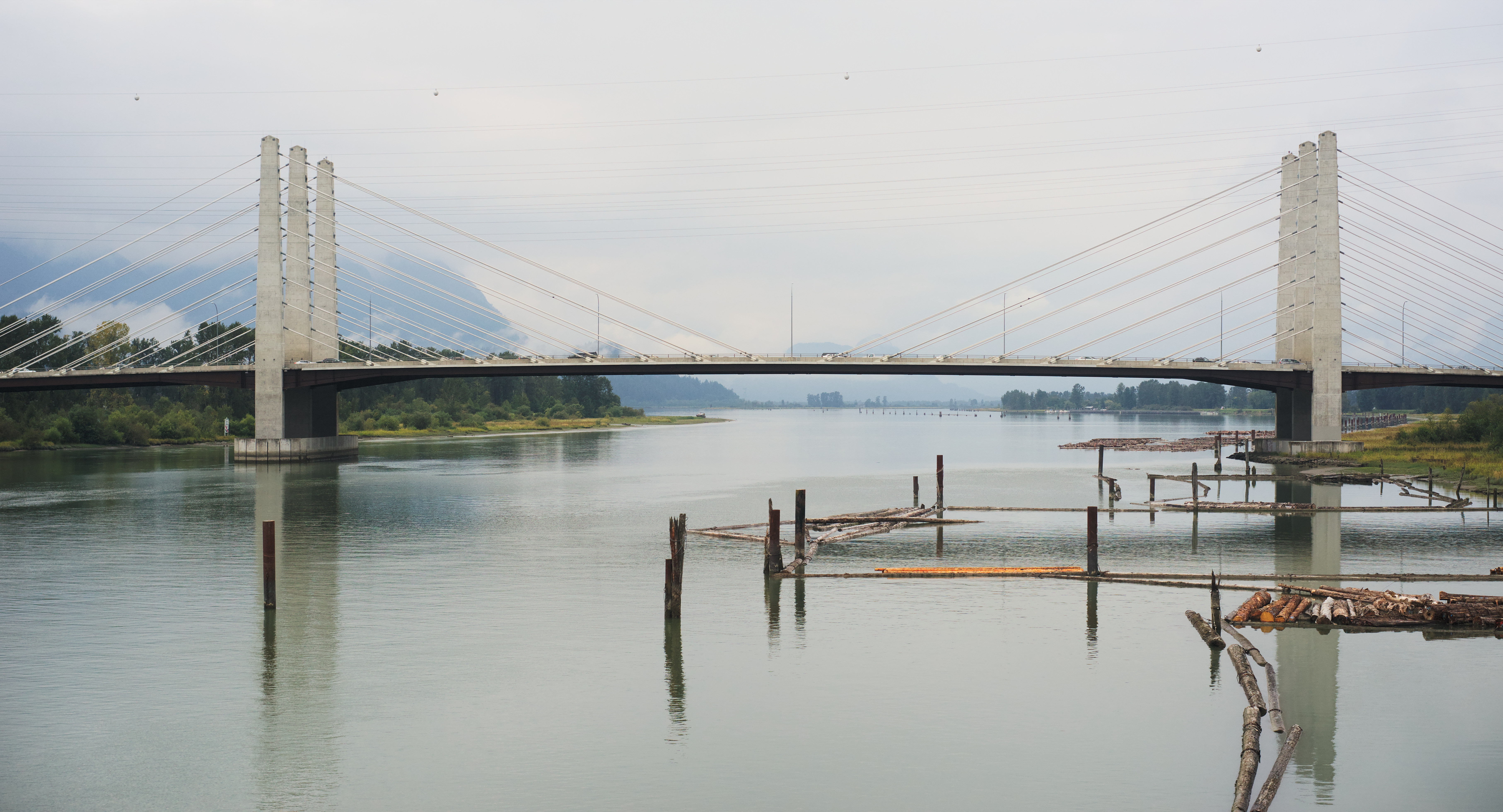
連接高貴林港和匹特草原的匹特河大橋

高貴林港的公共交通服務是由運輸聯線提供。連接溫哥華市中心和米遜的西岸快車通勤鐵路於高貴林港設有一個車站，而市内亦有多條公車線。架空列車尚未開通至高貴林港，最接近該市的車站是千禧線長青延線的高貴林中央站。當局於高貴林中央站以西鋪設一小段分支路軌以便日後興建千禧線支線前往高貴林港，但此項目尚未有興建時間表。
卑詩省7號省道（洛歇公路）貫穿高貴林港，向西通往高貴林，向東則駁上匹特河大橋。7B省道（瑪麗山繞道）則沿菲沙河北岸繞過高貴林港的中心地帶，連接匹特河大橋和1號省道（橫加公路）。

## 教育
高貴林港的英語公共教育服務由43號校區提供，該機構在市内營運兩間高中、五間初中和12間小學。市内唯一一間法語公校則由卑詩法語教育局營運。
高貴林港市内沒有高等院校，但本拿比的西門菲沙大學和道格拉斯學院的高貴林校園均離此處不遠。

## 著名人物
- 泰瑞·福克斯，運動員
- 羅伯特·皮克頓，連環殺手

## 外部連結
- 高貴林港市官方網頁 （页面存档备份，存于）